# José Cano
Pour les articles homonymes, voir Cano.
Cano  Ferré est un nom espagnol. Le premier nom de famille, en général paternel, est Cano ; le second, en général maternel, souvent omis, est Ferré.
José Cano Ferré (né en 1916 à Murcie et mort le 31 mars 2014 dans sa commune natale,) est un coureur cycliste espagnol des années 1930-1940.

## Biographie
Né en 1916, José Cano est un des pionniers du cyclisme dans la région de Murcie. Il commence le cyclisme vers l'âge de 16 ans. Conquis par ce sport, il assiste en tant que spectateur au Tour de Catalogne 1932, après avoir illégalement pris le train avec un faux billet. Deux ans plus tard, il termine troisième de son championnat provincial, à 18 ans. En 1936, il se classe huitième de la Vuelta a los Puertos de Madrid. La Guerre civile espagnole marque cependant un arrêt dans sa carrière, comme de nombreux cyclistes espagnols de l'époque.
Finalement, il reprend la compétition en 1940, et remporte une course organisée dans le cadre de la Feria de Murcia (es). En 1941, il termine neuvième du Tour d'Espagne, dont c'est la troisième édition. En 1942, il s'impose sur plusieurs courses, à Orihuela, Cieza, Torre-Pacheco, et prend la cinquième place de Madrid-Valence, disputée sur 13 heures. En 1943, il remporte la Vuelta a Jumilla. Il participe une dernière fois au Tour d'Espagne en 1946, où il abandonne.
Après sa carrière, il ouvre une entreprise de pièces de rechange pour motos et vélos. Il meurt au cours de l'année 2014 dans sa ville natale de Murcie, à l'âge de 97 ans,.

## Palmarès
- 1941
  - 9e du Tour d'Espagne
- 1943
  - Vuelta a Jumilla

## Résultats sur le Tour d'Espagne
3 participations
- 1941 : 9e
- 1942 : abandon (3e étape[4])
- 1946 : abandon (3e étape[5])